# José Serra Costa
José Serra Costa (Sant Francesc de Paula, Eivissa, 12 de desembre de 1941) és un cambrer eivissenc. Després de cursar estudis primaris es dedica professionalment al sector de la restauració, A l'edat de 15 anys, comença a treballar com a cambrer en el recentment inaugurat Hotel Eivissa ses Figueretes.
Durant els anys 60 es trasllada a Mallorca on treballa en el Johames Humberts Bar (Es Carrussel) (1959) a la zona del Terreno, de Palma. La seva activitat dins el món de la restauració continua en el Bar Restaurante África (des de 1960 fins al 1962), en el FDO de Oleza el 1963. A Eivissa continua la seva professió a l'Hotel Helios, l'any 1965, i des de l'any 1966 fins al 1972 a l'Hotel Remo on ocupa el lloc de segon mestre i també el de cap de menjador.
El 1964 es trasllada a Alemanya per perfeccionar el seu nivell d'alemany. Des del dia 8 d'agost de 1973, dia de la inauguració de la Cafeteria Milán, situada a la via Púnica, 6, d'Eivissa, hi treballa com a cambrer. El 2006 va rebre el Premi Ramon Llull.